# 三宅茂樹
三宅 茂樹（みやけ しげき、1950年2月27日 - ）は、日本の政治家。自由民主党所属の東京都議会議員（7期）。第50代東京都議会議長。
経済港湾委員会理事、警察・消防委員会理事、都市整備委員会理事、議会運営委員会理事、オリンピック・パラリンピック招致特別委員会理事、東京都議会自由民主党政務調査会長、東京都議会自由民主党幹事長などを歴任した。

## 経歴
1950年2月27日、東京都墨田区両国緑町生まれ。世田谷区立祖師谷小学校、駒場東邦中学校・高等学校、慶應義塾大学法学部政治学科卒業。荏原製作所従業員や衆議院議員麻生太郎秘書を経て1993年に東京都議会議員選挙に自由民主党公認で立候補し、世田谷区選挙区で13386票を得るも次々点で落選。1997年に東京都議会議員選挙に世田谷区選挙区で再度立候補し、19532票を得て15人中5位(定数8)で初当選。以降連続7期当選。
2021年7月4日投開票が行われた東京都議会議員選挙では、25819票を得て18人中5位(定数8)で当選し、7月23日に令和3年第1回臨時会で正副議長選挙が行われ、第50代都議会議長に就任した。2023年10月5日に議長を退任した。
2025年6月22日投開票の東京都議会議員選挙では、都議会自民党の政治資金問題の影響で非公認となり無所属で出馬したが、定数8人に対し18人中13位で落選した。